# Чирвова Королева
Чирвова Королева (англ. Queen of Hearts) — персонаж і головна антагоністка книги Льюїса Керрола «Аліса у Дивокраї». Антропоморфна карткова краля чирвової масті, вперше з'являється у 8 розділі «Королівський майданчик Королеви». Вона показана як злобна і люта правителька вигаданого всесвіту, що легко впадає у гнів і може наказати відтяти голову будь-кому навіть за найдрібнішу провину. Її улюбленою реплікою є «Відтяти йому (їй) голову!». Сам автор охарактеризував персонажа як «сліпу фурію».
В екранізаціях що об'єднують сюжети «Аліси в Дивокраї» і «Аліси в Задзеркаллі» Чирвову Королеву часто наділяють деякими спільними рисами з іншим персонажем — шаховою Чорною Королевою.

## Поява в інших творах
- В мультфільмі Волта Діснея Королева представлена головною лиходійкою. Вона дуже агресивна та самозакохана, а того хто її хоч трохи роздратує негайно наказує стратити. Крім того, вона повторює деякі книжкові репліки Чорної Королеви (заявляє що усі шляхи належать їй, наказує Алісі не крутити пальцями і робити реверанси).
- У фільмі Тіма Бертона головна антагоністка Червона Королева спирається на образ Чирвової Королеви. За жорстокість її називають «відьмою». У неї є ручний дракон Бармаглот, а також вона має сестру, Білу Королеву, яка править світом шахів.
- У серіалі Якось у казці та Якось в країні чудес Чирвова Королева володіє магією контролю людини, може вбивати вирвавши серце і розчавивши його.
- У відеогрі American McGee's Alice вона виступає головним босом.

## Прототип
Чирвову Королеву вважають карикатурою Льюїса Керрола на його сучасницю королеву Вікторію. Крім того, деякі дослідники вважають одним з прототипів Королеви Маргариту Анжуйську з дому Ланкастерів, чиїм символом була червона троянда, що стало алюзією на фарбування білих троянд у червоний в творі. Деякі риси характеру Чирвовій Королеві Керрол міг надати з вікторіанського образу Єлизавети I.